# Sexti Paconià
Sexti Paconià (llatí: Sextius Paconianus) va ser un dels més durs i poc escrupolosos agents de Sejà, durant el regnat de l'emperador Tiberi. Va estar involucrat en la caiguda del seu cap, amb gran alegria per banda dels senadors, els secrets dels quals havia traït amb freqüència.
Va ser condemnat a mort l'any 32, amb possibilitat de salvar-se si donava informació, i com que ho va fer, es va salvar. Va seguir en presó fins a l'any 35 quan va ser estrangulat per haver escrit un libel contra Tiberi mentre estava tancat.